# Pseuderucaria
Pseuderucaria é um género botânico pertencente à família Brassicaceae.